# Dirk Niebel
Dirk Niebel (ur. 29 marca 1963 w Hamburgu) – niemiecki polityk, poseł do Bundestagu, od 2005 do 2009 sekretarz generalny Wolnej Partii Demokratycznej (FDP), w latach 2009–2013 minister ds. współpracy gospodarczej i rozwoju w drugim rządzie Angeli Merkel.

## Życiorys
Po ukończeniu gimnazjum technicznego w latach 1984–1991 służył w Bundeswehrze jako żołnierz zawodowy. W 1993 ukończył studia z dziedziny administracji publicznej w Hochschule des Bundes für öffentliche Verwaltung w Mannheim. W latach 1993–1998 pracował w urzędzie pracy w Heidelbergu.
Od 1977 do 1981 działał w Junge Union, a od 1979 do 1981 również w CDU. W 1990 przystąpił do Wolnej Partii Demokratycznej w Badenii-Wirtembergii. Był współzałożycielem oddziału powiatowego Junge Liberale, jej organizacji młodzieżowej w Heidelbergu. W 2000 został wiceprezesem Towarzystwa Niemiecko-Izraelskiego. W 2003 zasiadł w zarządzie federalnym FDP, został jednocześnie członkiem kuratorium Fundacji im. Friedricha Naumanna. W latach 2004–2005 zasiadał w radzie miejskiej Heidelbergu. Od 2005 do 2009 był sekretarzem generalnym FDP.
W wyborach w 1998 po raz pierwszy uzyskał mandat posła do Bundestagu, był również wybierany w wyborach w 2002, 2005 i 2009. W drugim rządzie Angeli Merkel 28 października 2009 został ministrem współpracy gospodarczej i rozwoju. Funkcję tę pełnił do 17 grudnia 2013.
W 2013 wraz ze swoją partią znalazł się poza parlamentem. W 2015 został doradcą zarządu przedsiębiorstwa Rheinmetall.
Jest żonaty i ma trzech synów.